# 天主教卡坦杜瓦教区
天主教卡坦杜瓦教區（拉丁語：Dioecesis Catanduvensis）是巴西一個天主教教區，位於聖保羅州東北部，包括廿三市。此教區屬里貝朗普雷圖總教區。
教區成立於2000年2月9日。2006年有教友212,735人，佔總人口77.3%。有三十個堂區、司鐸三十九人。現任教區主教為瓦爾迪爾·馬梅德，榮休主教為安多尼·賽蘇·克羅茲和奧吉西利奧·盧西亞諾·達-席爾瓦。